# Dacia Duster III
Le Duster est un SUV du groupe Renault commercialisé à partir de 2024 par le constructeur automobile roumain Dacia, et par le constructeur Renault sur d'autres marchés (Turquie et Australie notamment,,). Il est la troisième génération de Duster et succède au Duster II commercialisé de 2018 à 2024.

## Présentation
La 3e génération de Dacia Duster est présentée le 29 novembre 2023.

Dacia Duster III
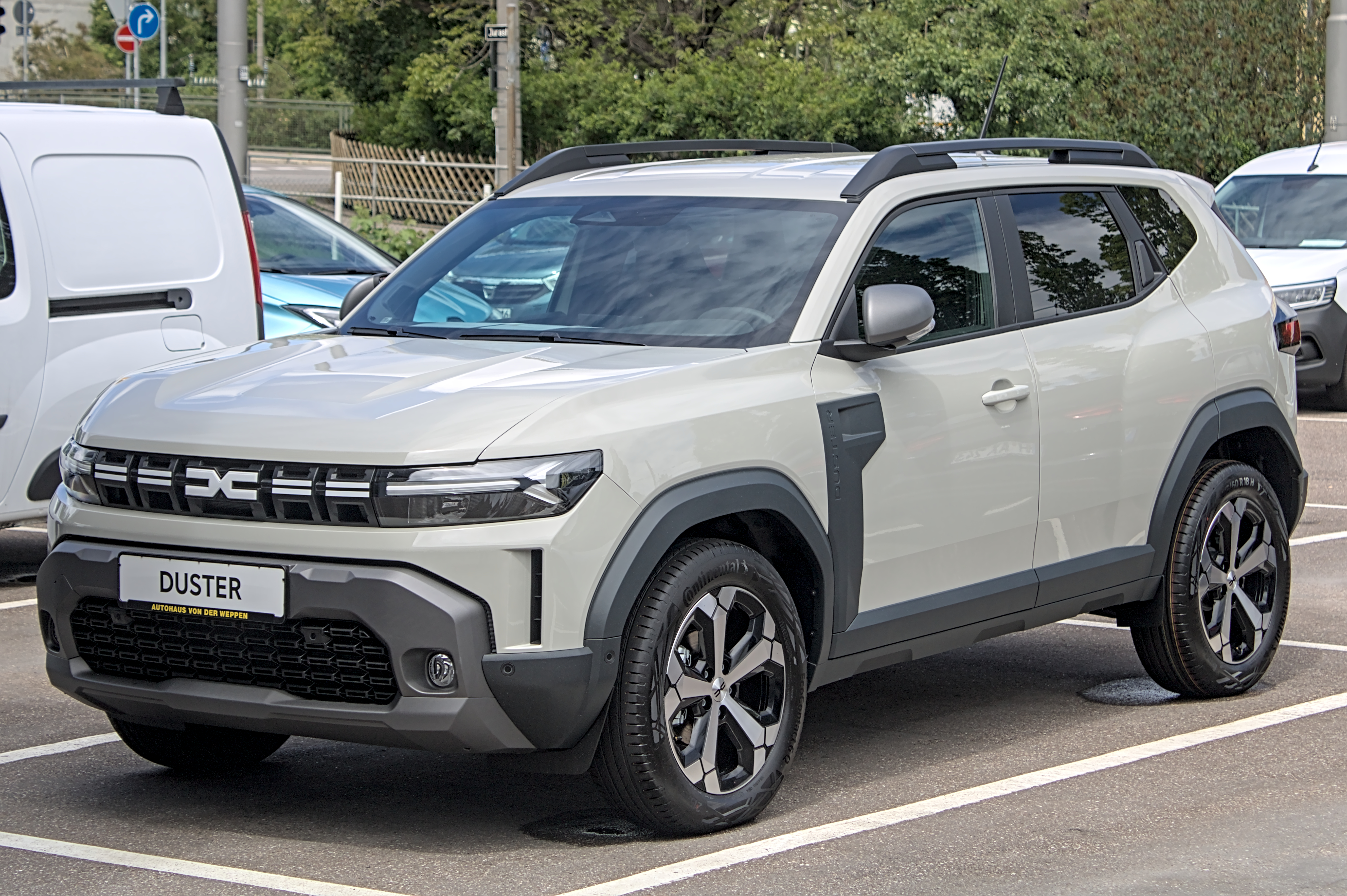
Dacia Duster III (vue de l'avant).
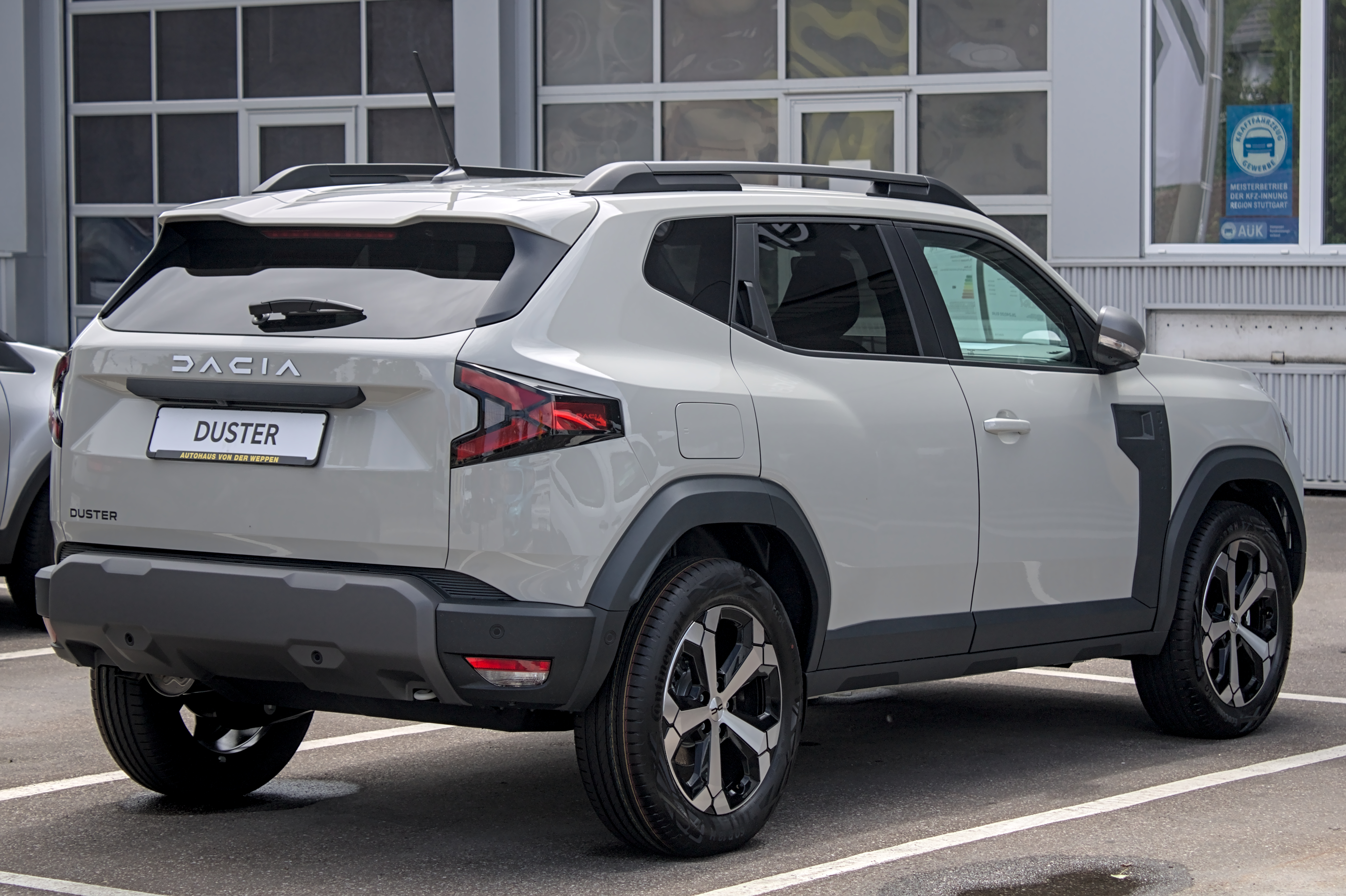
Dacia Duster III (vue de l'arrière).
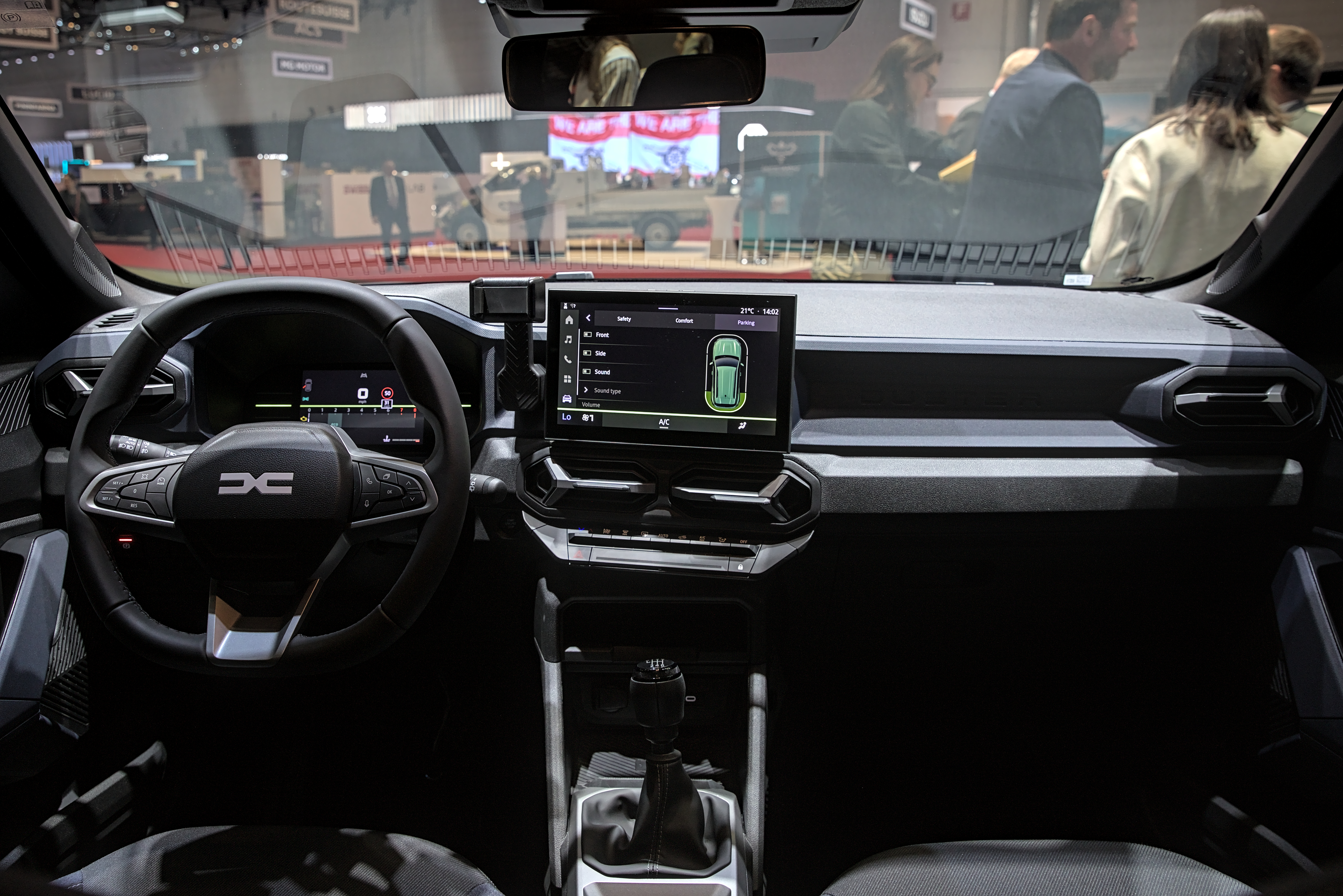
Dacia Duster III (planche de bord).

## Caractéristiques techniques
Le Dacia Duster III est basé sur la plateforme technique CMF-B de Renault.

### Motorisations
Cette génération est la première à être proposée en version full hybrid et à se passer de Diesel en Europe, mais disponible sur d'autres marchés comme le Maroc.
Lors du Salon de l'automobile de Genève le 26 février 2024, Dacia annonce que le Duster III sera proposée à un prix d'appel à moins de 20 000 euros.
| Moteur                       | 3-cylindres + GPL       | 3-cylindres + mild hybrid 48 V | 3-cylindres + mild hybrid 48 V | 4-cylindres à cycle Atkinson + E-Motor                       |
| Dénomination                 | H5D                     | H5H                            | H5H                            | H4M + 5DH                                                    |
| Admission                    | Turbocompressé          | Turbocompressé                 | Turbocompressé                 | Atmosphérique                                                |
| Cylindrée (cm3)              | 999                     | 1199                           | 1199                           | 1598                                                         |
| Puissance maximale (ch) [kW] | 100 [73]                | 130 [95] + 16 [11,7]           | 130 [95] + 16 [11,7]           | thermique : 94 [68] électrique : 49 [35] cumulée : 143 [105] |
| au régime de (tr/min)        | 5000                    |                                |                                |                                                              |
| Couple maximal (N.m)         | 170                     |                                |                                | thermique : 148 électrique : 205 cumulée : 230               |
| au régime de (tr/min)        | 2750                    |                                |                                |                                                              |
| Boîte de vitesses            | Manuelle 6 rapports     | Manuelle 6 rapports            | Manuelle 6 rapports            | Automatique multimodes à 15 combinaisons                     |
| Transmission                 | Traction                | Traction                       | Intégrale                      | Traction                                                     |
| Vitesse maximale (km/h)      | 168                     | 180                            | 180                            | 160                                                          |
| 0-100 km/h (s)               | 13,2                    | 9,9                            | 11,0                           | 10,1                                                         |
| Consommation (L/100 km)      | 6,5 (essence) 8,1 (GPL) | 5,5                            | 6,0                            | 5,0                                                          |
| Émissions de CO2 (g/km)      | 126                     | 124                            | 137                            | 114                                                          |
| Capacité du réservoir (L)    | 50                      | 50                             | 55                             | 55                                                           |
| Masse à vide (kg)            | 1276                    | 1304                           | 1390                           | 1380                                                         |
| Norme environnementale       | Euro 6d Temp            | Euro 6d Temp                   | Euro 6d Temp                   | Euro 6d Temp                                                 |

## Finitions
Quatre niveaux de finitions sont proposés.
- Essentiel
- Expression
- Extreme
- Journey

Couleurs
|  | Nuance         |  |  | Code couleur |
|  | -------------- |  |  | ------------ |
|  | Blanc Glacier  |  |  | 369          |
|  | Sandstone      |  |  | ?            |
|  | Lichen Kaki    |  |  | KQM          |
|  | Noir Nacré     |  |  | 676          |
|  | Gris Schiste   |  |  | KQG          |
|  | Brun Terracota |  |  | CNZ          |
|  | Vert Cèdre     |  |  | ?            |